# La Traque hypnotique
Pour plus de détails, voir Fiche technique et Distribution.
La Traque hypnotique (The Hare-Brained Hypnotist) est un cartoon de la série Merrie Melodies, réalisé par Friz Freleng mettant en scène Elmer Fudd et Bugs Bunny.

## Synopsis
Lors d'une rencontre en forêt, Elmer tente d'hypnotiser Bugs Bunny.

## Fiche technique
Source: IMDB
- Réalisation : Friz Freleng  (comme I. Freleng)
- Scénario : Michael Maltese
- Producteur : Leon Schlesinger
- Production : Leon Schlesinger Studios
- Musique originale : Carl W. Stalling (non crédité)
- Montage et technicien du son : Treg Brown (non crédité)
- Genre : Comédie
- Durée : 8 minutes
- Pays : États-Unis
- Langue : anglais
- Format : 1,37 :1 - couleur Technicolor - son mono
- Distribution :
  - 1942 : Warner Bros. Pictures
  - 2004 : Warner Home Video DVD
- Date de sortie : États-Unis : 31 octobre 1942

## Distribution
Voix originales (personne ne figure au générique) :
Source : IMDB
- Mel Blanc : Bugs Bunny
- Arthur Q. Bryan : Elmer Fudd

Voix françaises :
- Guy Piérauld (1ʳᵉ voix) / Gérard Surugue (2ᵉ voix) : Bugs Bunny
- Roger Carel (1ʳᵉ voix) / Patrice Dozier (2ᵉ voix) : Elmer Fudd